# Maquirriáin (Leoz)
Maquirriáin (Makirriain en euskera) es un localidad española de la Comunidad Foral de Navarra perteneciente al municipio de Leoz. Está situado en la Merindad de Olite. Su población es de 22 habitantes (INE 2021) habitantes.

## Topónimo
El topónimo seguramente significa ‘lugar propiedad de una persona llamada Maquirri-’, y estaría formado de ese nombre propio de persona y el sufijo -ain que indica propiedad. En documentación antigua parece como Maquiriayn (1268, 1591, NEN) y Maquirriayn (1366, NEN).

## Geografía física
Atraviesa la localidad la carretera de Pueyo al alto de Lerga.

## Arte
Iglesia de Santa Catalina, de comienzos del siglo XIII, con parte de la cubierta del siglo XVI.